# Музички корпус Бундесвера
Музички корпус Бундесвера је војни оркестар „са одређеном апликацијом“ и дио немачке војне музичке услуге. Оркестар је основан 16. фебруара 1957.

## Распоред командовања
| 1.                 | 2.           | 3.            | 4.            | 5.            | 6.             | 7.              | 8.                   | 9.            | 10.           | 11.              |
| Фридрих Дајзенрот  | Карл Шнајдер | Ханс Херцберг | Герхард Шолц  | Хелмут Шал    | Андреас Лукачи | Ханц Дитер Паул | Еберхард фон Фрејман | Михаел Шрам   | Валтер Рацек  | Кристоф Шајблинг |
| Оберслојтант/Мајор | Мајор        | Хауптман      | Оберстлојтант | Оберстлојтант | Оберстлојтант  | Оберстлојтант   | Оберстлојтант        | Оберстлојтант | Оберстлојтант | Оберстлојтант    |
| 1957-1961          | 1961-1962    | 1962          | 1962-1974     | 1975-1980     | 1980-1986      | 1897-1993       | 1993-1995            | 1995-2001     | 2001-2012     | од 2012          |